# 神邊站
神邊站（日语：／ Kannabe eki */?）是位於日本廣島縣福山市神邊町大字川南，由西日本旅客鐵道（JR西日本）和井原鐵道共同經營的鐵路車站。此站為JR西日本福鹽線和井原鐵道井原線的轉乘站，也是井原線最西端的終點站；不過有部分井原線的列車會直通至福鹽線，繼續駛至福山車站。
在福鹽線往福山方向可使用ICOCA等IC卡，但是往府中方向和井原鐵道內都不可使用。

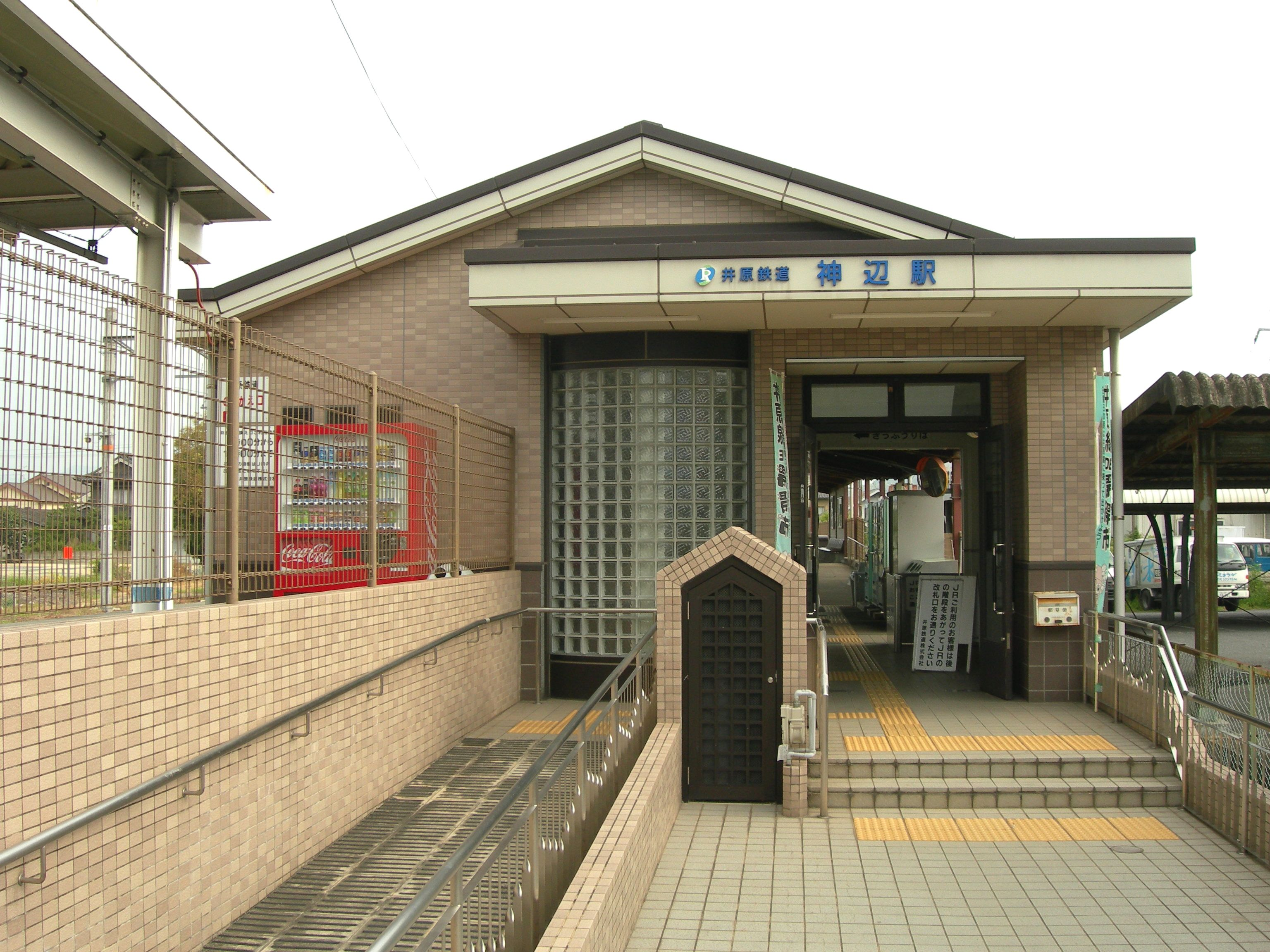
井原鐵道站房(2011年7月)

## 歷史

### 兩備輕便鐵道時代
本站最初是在1914年兩備輕便鐵道通車時啟用，1922年兩備輕便鐵道開設自神邊車站往東北至岡山縣高屋町高屋車站（位於現在的子守歌之里高屋車站處）的高屋線，使此站開始成為兩條路線的轉乘站。
兩備輕便鐵道在1926年年更名為兩備鐵道後，1933年被收歸國有，此段鐵路路線被命名為「福鹽線」，此後隨著福鹽線北段（現在的鹽町車站至府中車站）的通車，「福鹽線」一度被改稱為「福鹽南線」，不過在1938年南北線接通之後，全線又合併稱為「福鹽線」。
在1933年兩備鐵道被收歸國有的同時，由於高屋線並不在收歸國有的範圍，因而另外成立了「神高鐵道」來營運此段神邊車站至高屋車站的路線；1940年神高鐵道被併入井笠鐵道，神高鐵道線也與井笠鐵道的高屋線整併為可以自神邊車站經高屋車站再接至井原町井原車站的神邊線；但後來因日本鐵道建設公團開始規劃興建自總社市總社車站往西經井原市至神邊車站的井原線，在1967年井笠鐵道便配合規劃將神邊線停止營運。
此後在1980年代日本國有鐵道由於財務問題開始規劃重整，規劃中的井原線遭停止興建；1987年神邊車站配合國鐵分割民營化隸屬西日本旅客鐵道，同時井原線的建設也在當地地方政府的支持下恢復動工，最終在1999年通車啟用，神邊車站也再次成為轉乘車站。2007年起導入新的閘機，開始可以使用非接觸式的智慧卡車票「ICOCA」。

## 車站構造

### JR西日本
本站是採用跨站式站房的地面車站，設有2面2線的側式月台，列車可在本站進行列車交會，下行月台的對面雖然也有路軌，但是專做為停泊維護車輛之用，因此不會作為上下客的月台使用。
目前此站是由福山站管理的無人車站。在2020年2月29日前曾是由JR西日本岡山維護負責車站業務的業務委託車站。由於此站是在ICOCA可使用範圍內，在本站以南至福山車站的路段，列車停靠時所有車門都會打開，並於車站內支付車費。

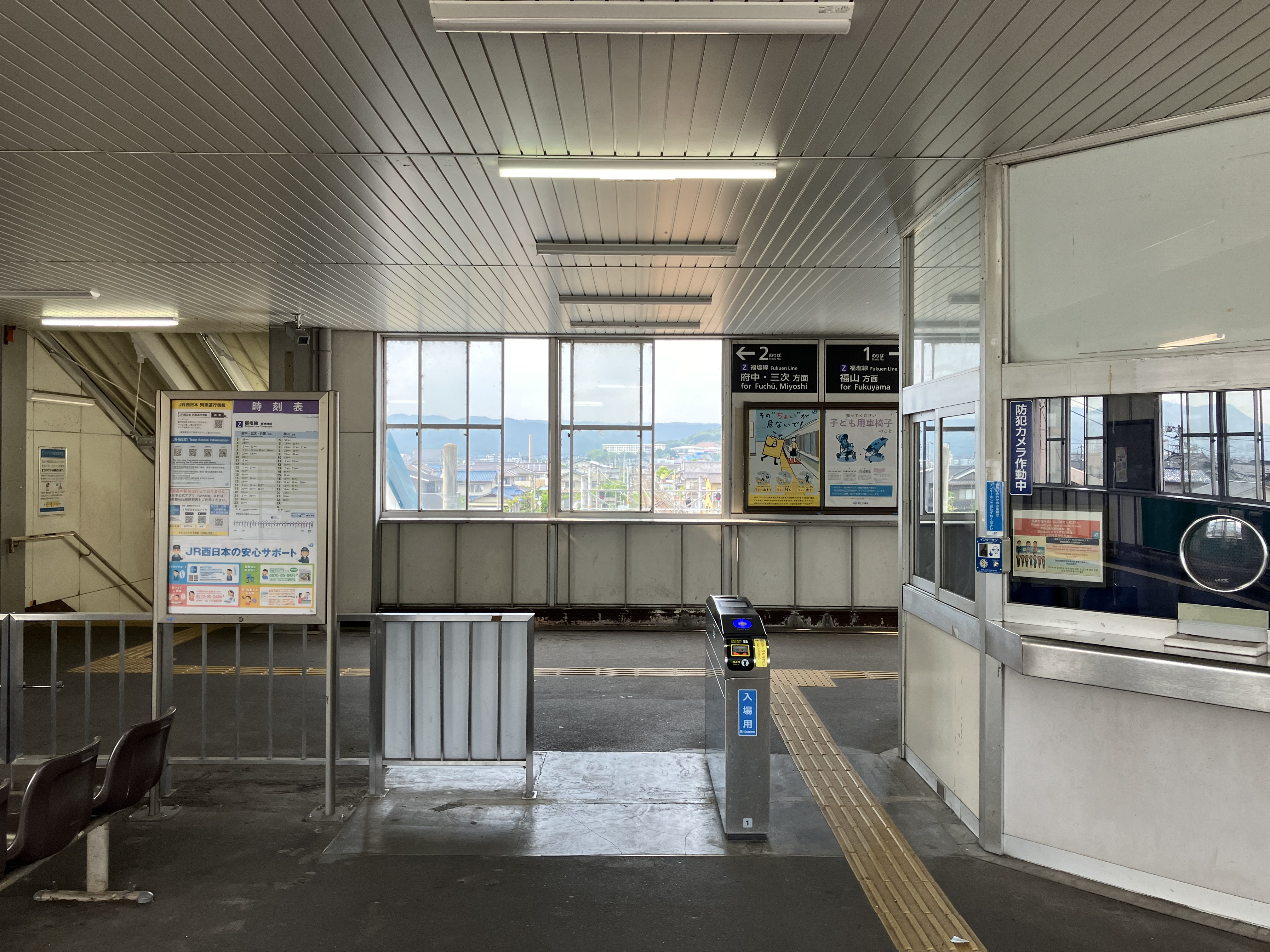
JR驗票口(2024年6月)
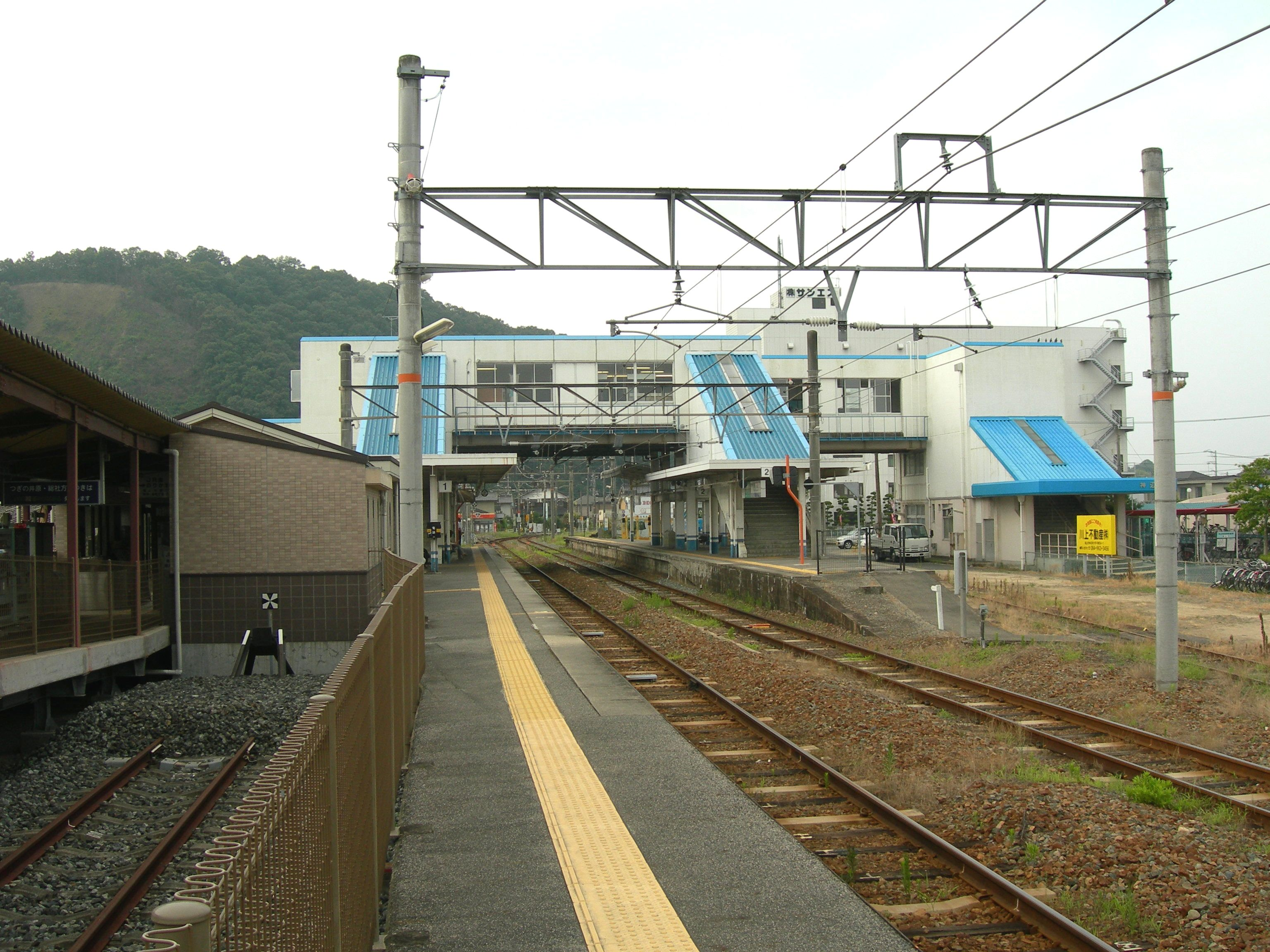
月台(2011年7月)

### 井原鐵道
本站的站房位於福鹽線上行月台東側，為1面1線的單式月台，可直接從JR的福鹽線2號月台經轉乘閘口進入，如果是直接駛入福鹽線的直通列車則會直接使用福鹽線2號月台。
此站在2012年3月前曾是直營車站，當時設有移動式售票機以發售補充票（定期票、回數票等補充乘車票），但在早晨及晚上沒有車站職員。在2012年4月後，一度成為全日無人車站，在2013年則改為設置不定期營業的窗口，營業日期及時間則是直接在窗口上公告。直到在2014年8月起，由於子守歌之里高屋站結束售票業務，同時經營此地區客運路線的井笠鐵道因破產而停駛，接手的井笠巴士公司又未接續全部路線，致鐵道需求有所增加，神邊車站因而決定再次設置車站常駐職員。。

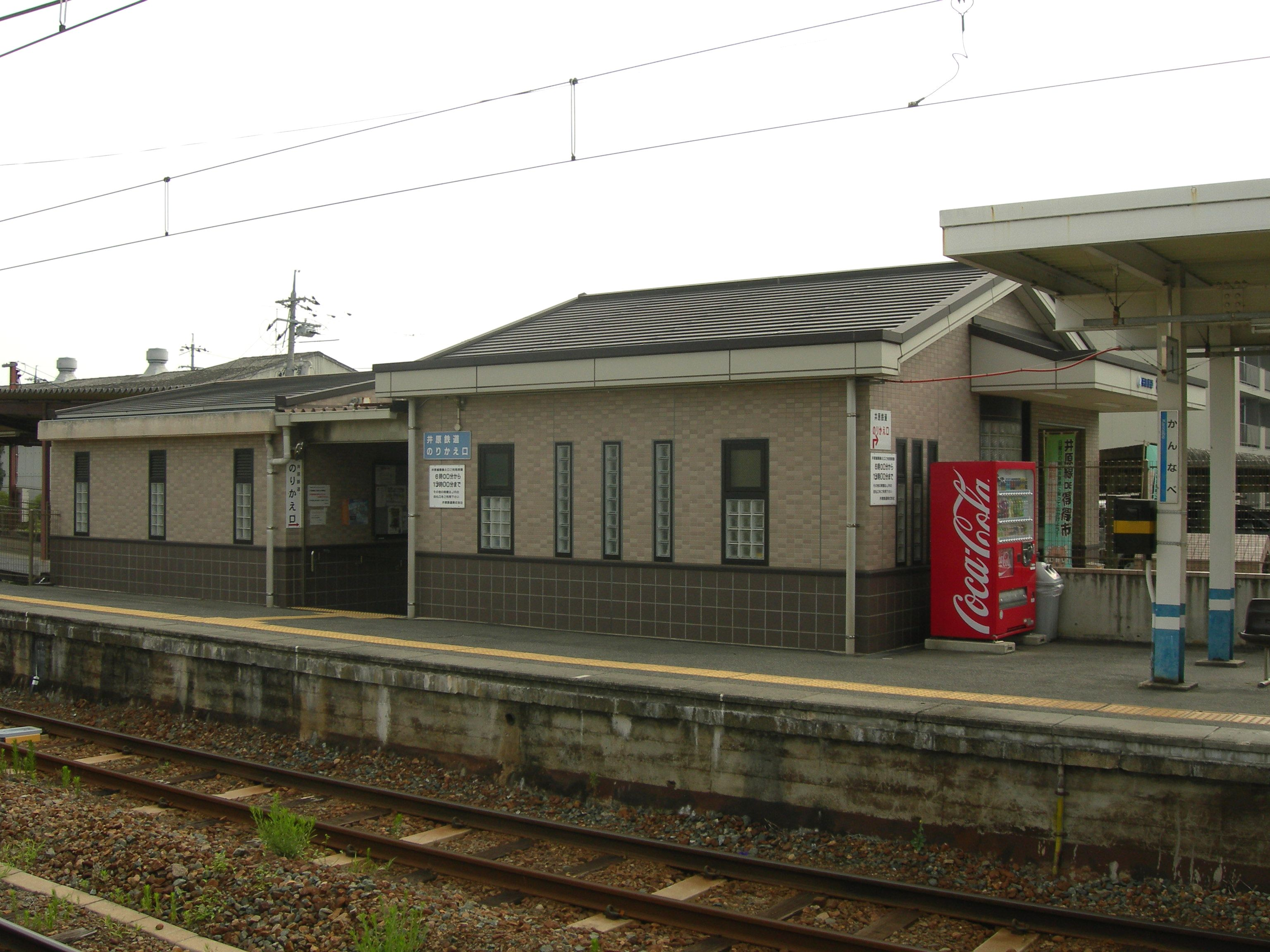
月台側的站房(2011年7月)
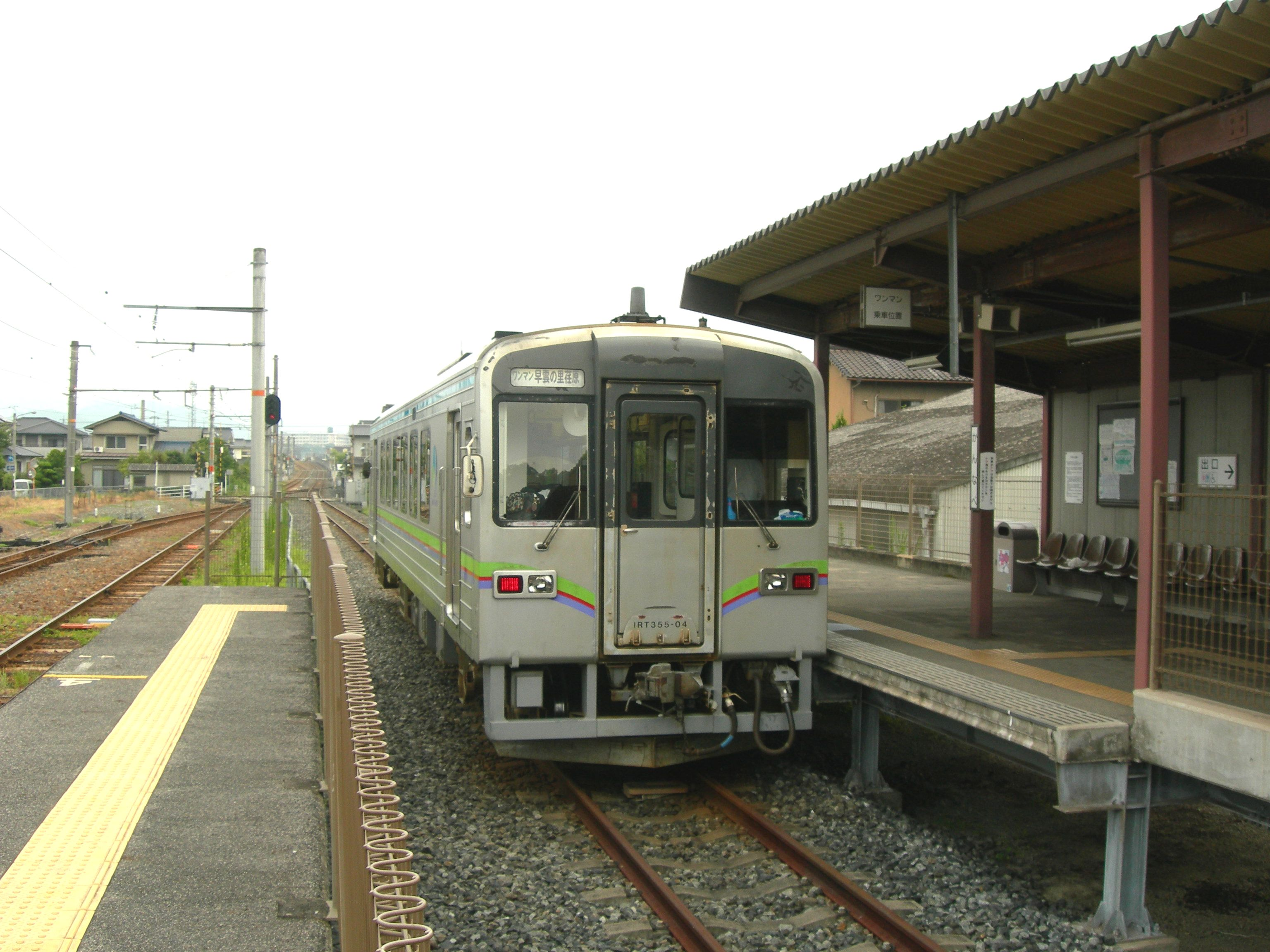
井原鐵道的月台及列車(2011年7月)

### 月台配置
| 月台           | 路線            | 上下行          | 方向             | 備註               |
| JR線月台       | JR線月台        | JR線月台        | JR線月台         | JR線月台           |
| -------------- | --------------- | --------------- | ---------------- | ------------------ |
| 1              | 福鹽線          | 上行            | 往福山方向       |                    |
| 2              | 福鹽線          | 下行            | 往府中方向       |                    |
| 2              | ■井原鐵道井原線 | ■井原鐵道井原線 | 往井原、總社方向 | 自福山站出發之列車 |
| 井原鐵道線月台 |                 |                 |                  |                    |
|                | ■井原鐵道井原線 | ■井原鐵道井原線 | 往井原、總社方向 | 本站出發之列車     |

## 使用狀況
以下為1日平均乘車人次。當中，此站是福鹽線（除了福山站外）最多人使用的車站，為唯一越過1,000人使用的車站。
| 年度               | JR神邊           | 井原鐵道神邊     |
| 年度               | 1日平均 乘車人員 | 1日平均 乘車人員 |
| ------------------ | ---------------- | ---------------- |
| 2001年（平成13年） | 1,225            | 36               |
| 2002年（平成14年） | 1,208            | 63               |
| 2003年（平成15年） | 1,240            | 93               |
| 2004年（平成16年） | 1,208            | 60               |
| 2005年（平成17年） | 1,159            | 沒有調查         |
| 2006年（平成18年） | 1,162            | 236              |
| 2007年（平成19年） | 1,213            | 沒有調查         |
| 2008年（平成20年） | 1,186            | 211              |
| 2009年（平成21年） | 1,148            | 沒有調查         |
| 2010年（平成22年） | 1,132            | 233              |
| 2011年（平成23年） | 1,134            | 沒有調查         |
| 2012年（平成24年） | 1,197            | 沒有調查         |
| 2013年（平成25年） | 1,348            | 318              |
| 2014年（平成26年） | 1,332            | 沒有調查         |
| 2015年（平成27年） | 1,355            | 沒有調查         |
| 2016年（平成28年） | 1,392            | 沒有調查         |
| 2017年（平成29年） | 1,427            | 沒有調查         |
| 2018年（平成30年） | 1,395            | 沒有調查         |

## 車站周邊
- 神邊站前郵局
- 國道313號（日语：国道313号）
- 井笠巴士公司（日语：井笠バスカンパニー）神邊站前巴士站
- 神邊城（日语：神辺城）遺址（步行30分鐘）
- 國家特別古蹟 菅茶山（日语：菅茶山）舊宅
- 縣古蹟　神邊本陣
- 福山北警署（日语：福山北警察署）神邊派出所
- 廣島縣立神邊高等學校（日语：広島県立神辺高等学校）
- EDION（日语：エディオン）神邊站前店（EDION Family Shop）
- 7-11神邊川南店
- 廣島銀行神邊分店
- 中國銀行神邊分店
- JA福山市 神邊分店
- JR西日本岡山維護（日语：JR西日本岡山メンテック）福山地區營業中心（於站內）

## 相鄰車站
西日本旅客鐵道（JR西日本）
 福鹽線
橫尾－神邊－湯田村
井原鐵道
■井原線
湯野－神邊（－橫尾）

### 曾經存在的路線
井笠鐵道
神邊線
湯野－神邊

## 注腳

## 外部連結
- 神邊｜車站資訊：JR出門網 - 西日本旅客鐵道（日語）